# سیزدهمین جشنواره فیلم یوکوهاما
سیزدهمین جشنواره فیلم یوکوهاما (به ژاپنی: 第13回ヨコハマ映画祭) سیزدهمین دورهٔ جشنواره فیلم یوکوهاما است که در تاریخ ۸ مارس ۱۹۹۲ میلادی در شهر یوکوهاما، استان کاناگاوا کشور ژاپن برگزار شد.

## جوایز
- بهترین فیلم: A Scene at the Sea[۲]
- بهترین بازیگر جدید مرد: سبو (کارگردان) – Warudo apaatomento horaa
- بهترین بازیگر نقش اول مرد: Hidekazu Akai – Ōte
- بهترین بازیگر نقش اول زن: جون فوبوکی – Muno no hito
- بهترین بازیگر جدید زن:
  - Hiroko Oshima – A Scene at the Sea
  - هیکاری ایشیدا – Futari, Aitsu, Kamitsukitai/Dorakiyura yori ai-0
- بهترین بازیگر نقش مکمل مرد: Koji Matoba – Shishiohtachi no natsu, Shushoku sensen ijonashi
- بهترین بازیگر نقش مکمل زن:
  - امی واکوی – Musuko, Shushoku sensen ijonashi
  - Reona Hirota – Ōte, Yumeji
- بهترین کارگردان: تاکشی کیتانو – A Scene at the Sea
- بهترین کارگردان جدید: نائوتو تاکناکا – Muno no hito
- Best Film Score: جو هیسایشی – A Scene at the Sea, Futari
- بهترین فیلمنامه: Toshiharu Marūchi – Muno no hito
- بهترین فیلمبرداری: Akihiro Itō – Ōte
- بهترین کارگردان هنری: Noriyoshi Ikeya – Yumeji
- جایزهٔ ویژهٔ هیئت داوران: کاتسوهیرو اوتومو – Warudo apaatomento horaa